# Periclimenaeus bredini
Periclimenaeus bredini is een garnalensoort uit de familie van de Palaemonidae. De wetenschappelijke naam van de soort is voor het eerst geldig gepubliceerd in 1972 door Chace.